# Kaimana (Schauspielerin)
Kaimana (* 1988 oder 1989 auf Hawaii) ist eine US-amerikanische Schauspielerin. Bekannt wurde sie durch die Verkörperung der Faʻafafine Jaiyah Saelua in der Sportkomödie Next Goal Wins.

## Leben und Karriere
Kaimana wurde Ende der 1980er Jahre auf der hawaiischen Insel Oʻahu als Kind eines Vaters mit samoanischen Wurzeln geboren. Sie identifiziert sich als Faʻafafine – in Polynesien eine Person biologisch männlichen Geschlechts, die sozial jedoch als Frau erzogen und so behandelt wird – weshalb sie weibliche Pronomen verwendet und als Eigenbezeichnung auch nichtbinär und transgeschlechtlich nutzt. Der von ihr gewählte Name „Kaimana“ entstammt der hawaiischen Sprache und bedeutet „Diamant“. Sie wuchs in Kalifornien, Utah und auf Hawaii auf.
Ursprünglich strebte Kaimana nie eine Schauspielkarriere an, meldete sich aber Ende der 2010er Jahre auf einen Castingaufruf und erhielt schließlich eine Rolle in Taika Waititis Sportkomödie Next Goal Wins (2023). Die Verkörperung der amerikanisch-samoanischen Fußballspielerin Jaiyah Saelua – selbst eine Faʻafafine und die erste transgeschlechtliche Person bei einem WM-Qualifikationsspiel – verschaffte Kaimana internationale Bekanntheit, wobei ihre Darbietung vielerorts gelobt wurde, auch wenn Kritiker die unzureichende Darstellung ihrer Figur bemängelten.

## Filmografie
- 2023: Next Goal Wins